# 마리우폴 국제공항
마리우폴 국제공항(우크라이나어: Міжнародний аеропорт Маріуполь, 러시아어: Международный аэропорт Мариуполь) IATA: MPW, ICAO: UKCM은 이전에 주다노프 공항으로 알려졌으며, 현재는 폐쇄된 대규모 산업 도시이자 항구인 마리우폴의 주요 공항으로, 시내에서 5km 떨어져 있다. 이 공항은 러시아 국경 근처의 우크라이나 극남동부에 위치한다.
이 공항은 국내선, 국제선 및 전세 항공편을 운항했다. 이 공항은 모든 유형(A, B, C, D, E 범주)의 항공기 운항에 적합한 "B"급 비행장이다.
2009년 이후 정기 항공편은 없었고, 돈바스 지역 전쟁으로 인해 2014년 6월 19일부터 공항이 폐쇄되었다.

## 역사
이 공항의 역사는 마리우폴 공항 프로젝트가 시작된 1930년에 시작되었다(당시 도시는 1989년까지 주다노프라고 불렸기 때문에 공식적으로 주다노프 공항 [Жданов Аеропорт]으로 명명되었다). 첫 비행은 1931년 봄에 마리우폴에서 베르댠스크까지 푸틸로프 스탈-3으로 이루어졌다. 그러나 경제 문제로 인해 공항은 1932년 가을까지 비활성 상태였으며 제2차 세계 대전이 시작되기 전에는 정기 항공편을 운행하지 않았다.
1967년에 공항은 활주로와 공항 터미널을 포함한 새로운 건설을 거쳤다. 전성기(소련 시대)에는 연간 최대 12만 명의 승객을 수송했다. 하루 30~40편의 항공편이 있었고, 여름에는 한 달에 최대 2만 5천 명의 승객을 수용했다. 그러나 소련의 붕괴와 아에로플로트(공항의 주요 항공사)의 몰락 이후, 항공 서비스와 승객 수는 감소했고 공항은 비활성 상태가 되었다. 1993년까지 공항은 도네츠크 연합 비행대의 일원이었고, 1993년 5월 26일 마리우폴 공항은 국영 기업으로 등록되었다.
시간당 200명 이상의 승객을 처리할 수 있는 새로운 터미널 건물 건설은 2003년 2월에 시작되었다. 또한, 새로운 램프가 건설되었고, 활주로는 활주로 20에 ILS를 설치하는 등 소규모 보수 공사를 거쳤다.
2004년에는 11,000명 이상의 승객을 수송했다. 2006년에는 18,000명, 2007년에는 20,000명 이상을 수송했다.
2004년 5월 26일, 공항은 국제공항 지위를 획득했고, 2005년 11월 7일 우크라이나 국영 항공국은 공항이 항공사, 승객 및 항공 화물 서비스를 제공할 수 있도록 하는 적합성 인증서(MCI-00-04-02-01)를 발행했다.
공항은 2014년 6월 마리우폴이 우크라이나군과 친러시아 분리주의자들 간의 치열한 전투에 휩싸이면서 폐쇄되었다.
2022년 3월 18일, 공항은 러시아군에게 점령되었다.

## 터미널
이 터미널은 국내선 및 국제선 항공편을 모두 처리하는 수하물 수취 구역과 함께 2개의 출발 및 도착 라운지를 포함한다. 공항에는 비즈니스 또는 일등석으로 여행하는 승객을 위한 VIP 라운지가 있다. 터미널에는 또한 선물 및 식품 매점, 카페, 음식점, 그리고 와이파이가 갖추어져 있다.
1968년에서 1970년 사이에 예술가 빅토르 아르나우토프는 모자이크 프리즈로 공항 터미널을 장식했다.

## 사건 및 사고
- 1977년 3월 30일, 아에로플로트 야코블레프 40 (CCCP-87738) 항공기가 드니프로페트로우스크에서 이륙하여 안개 속에서 시각적으로 공항에 접근하고 있었다. 승무원들은 시야가 500 미터 (1,600 ft) 미만인 안개 구역에 진입하고 지면 시야를 잃은 후에도 시각 접근을 계속했다. 고어라운드를 결정했을 때, 오른쪽 날개가 높이 six 미터 (20 ft)에 있는 9-미터-높이 (30 ft) 기둥을 쳤다. 날개에 불이 붙었고, 2번 엔진이 고장 났다. 점진적인 롤과 함께 항공기는 40-45도 각도로 420 미터 (1,380 ft)를 비행하다가 오른쪽 날개가 지면에 닿았다. 동체는 활주로에서 약 1,500 미터 (4,900 ft; 1,600 yd) 떨어진 들판에 옆으로 충돌했다. 비행기는 부서지고 불이 붙었다. 탑승자 27명 중 8명(그 중 4명은 승무원)이 사망했다. 항공기는 폐기되었다(수리 불가능한 손상).[8]

## 같이 보기
- 우크라이나의 공항 목록
- 우크라이나에서 가장 분주한 공항 목록